# Anfiteatro romano de Barcelona

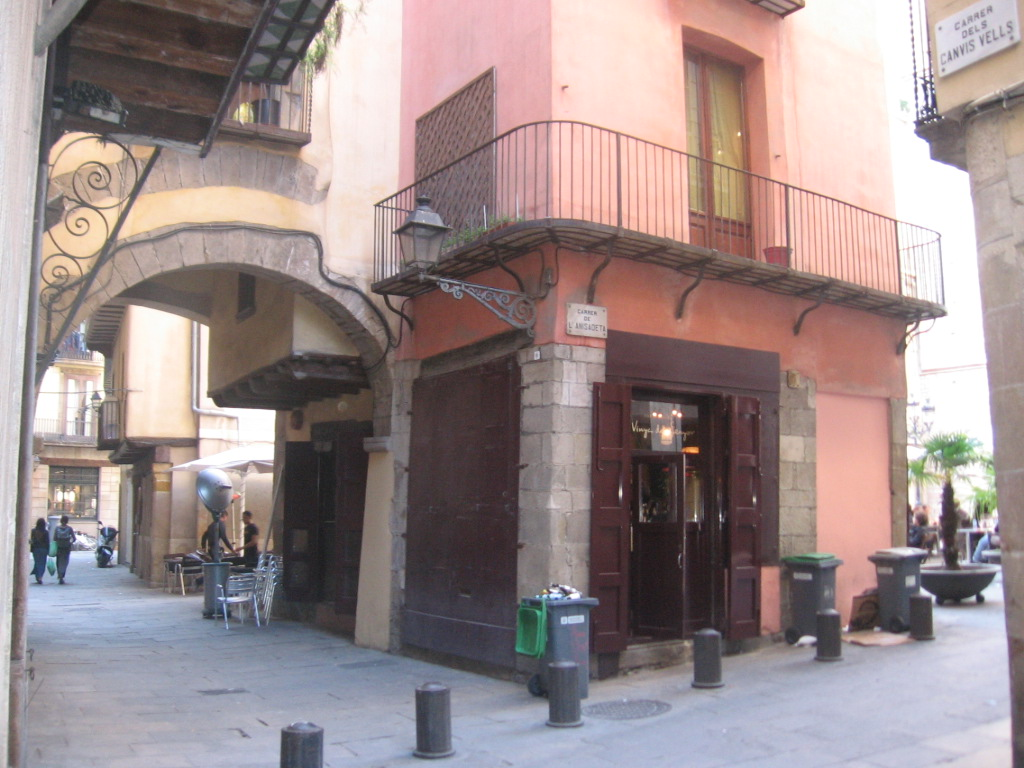
La calle Caputxes, detrás del edificio curvo del n.º 7 de la plaza de Santa María. Los restos visibles de un arco antiguo, que se conservan sobre el arco medieval, podrían ser la bóveda del pasadizo bajo la gradería. La arena permanece enterrada bajo la plaza, a la derecha.

El anfiteatro romano de Barcelona fue un anfiteatro romano, actualmente no visible, sito en Barcelona.

## Hipótesis
La primera propuesta parte de la arqueóloga Jordina Sales, quien sostiene que algunas estructuras urbanas descubiertas en torno a la iglesia de Santa María del Mar, en el barrio de la Ribera —varias calles en posición radial, una fachada curva enfrente de la iglesia, una proporción insólita de bóvedas y arcos medievales en la misma zona, etc.—, indican con seguridad la existencia de un edificio en el pasado.
Además, bajo la iglesia se encuentra un estrato de arena sobre la cual existió un cementerio más reciente, de entre los siglos IV y VII. La iglesia que precedió a la actual tuvo, además, un nombre significativo: Sancta Maria Arenae ("Santa María de las Arenas"), un nombre habitual en las iglesias conmemorativas construidas en el interior de algunos anfiteatros.
Por último, la calle Argenteria sería, posiblemente, la prueba más evidente de la existencia de una vía romana que habría comunicado la porta principalis sinistra, en las murallas romanas (actualmente, la plaza del Ángel) y las puertas de este anfiteatro. Hasta hoy, todavía no se han hallado restos arqueológicos seguros (aparte de la arena) ni documentos que puedan confirmar esta hipótesis.

## Crítica
Posteriormente, ha visto la luz una segunda hipótesis, propuesta por Luis Conde Moragues, que propone situar el anfiteatro en torno a la iglesia de Santa María del Pino, justo en el lado opuesto de la antigua Barcino. Algunos de los argumentos de Sales se han utilizado en este caso para sostener una hipótesis contraria, y ni aun así el autor ha citado siquiera la tesis que pretende contradecir.Si bien, en su defensa cabe destacar, que en el artículo sí está citada la hipótesis que pretende contradecir. 
El eje longitudinal de Santa María del Mar mantiene un sorprendente paralelismo con el trazado del paseo del Borne, donde, en la Edad Media, se celebraban las justas de caballeros. Si se toman en consideración los detalles fosilizados en el urbanismo de la plaza de Santa María y de la calle Caputxes, que Sales indica, en relación con el trazado de este paseo, no cuesta mucho imaginar un hipotético circo que habría podido llegar hasta la Acequia Condal, justo debajo del moderno Mercado del Borne, siempre que se le supongan a este circo las dimensiones aproximadas del Circo romano de Tarraco.

## Otros anfiteatros romanos
Otros ejemplos de anfiteatros romanos han sido descubiertos debajo de barrios edificados después de su desaparición en varias ciudades, como en el caso de Lecce (Italia), de Londres (Inglaterra), debajo del museo Guildhall, de Córdoba (España). o de Lutecia (Arenas de Lutecia).